# DJ Babu
DJ Babu, właśc. Chris Oroc (ur. w 1973 w Oxnard, Stany Zjednoczone) – amerykański DJ, turntablista, filipińskiego pochodzenia. Członek grupy didżejskiej Beat Junkies oraz grup hip-hopowych – Dilated Peoples i Likwit Junkies.

## Dyskografia

### Albumy solowe
- Super Duck Breaks (1996)
- Super Duper Duck Breaks (2000)
- Duck Season Vol. 1 (2002)
- Duck Season Vol. 2 (2003)
- The Beat Tape vol. 1 (2007)

### Albumy z Beat Junkies
- The World Famous Beat Junkies Volume 1 (1997)
- The World Famous Beat Junkies Volume 2 (1998)
- The World Famous Beat Junkies Volume 3 (1999)

### Albumy z Dilated Peoples
- The Platform (2000)
- Expansion Team (2001)
- Neighborhood Watch (2004)
- 20/20 (2006)